# LXIX Corpo de Exército (Alemanha)
O LXIX Corpo de Exército (em alemão:LXIX. Armeekorps) foi um Corpo de Exército alemão que operou durante a Segunda Guerra Mundial.

## Comandantes
| Comandante                               | Data                                        |
| ---------------------------------------- | ------------------------------------------- |
| General der Infanterie Hans Dehner       | 20 de janeiro de 1944 - 31 de março de 1944 |
| General der Gebirgstruppen Julius Ringel | 31 de março de 1944 - 24 de junho de 1944   |
| General der Infanterie Helge Auleb       | 24 de junho de 1944 - 8 de maio de 1945     |

## Área de operações
| Bálcãs & Grécia | janeiro de 1944 - maio de 1945 |